# Partido Republicano da Armênia
O Partido Republicano da Armênia (PRA; em armênio Հայաստանի Հանրապետական Կուսակցություն, transl. Hayastani Hanrapetakan Kusaktsutyun, HHK) é um partido político conservador da Armênia. Foi o primeiro partido político a ser fundado na Armênia independente (em 2 de abril de 1990 e registrado em 14 de maio de 1991).
Nas eleições parlamentares armênias de 2003 realizada em 25 de maio, o partido recebeu 23,5% dos votos, angariando 31 das 131 cadeiras. Na última eleição em 2 de maio de 2007 o PRA conseguiu 32,82% dos votos, que representam 64 dos 131 assentos no parlamento.
O ex-primeiro-ministro da Armênia, Andranik Markaryan, foi o líder do partido, o atual primeiro-ministro, Serj Sargsyan, é o presidente do conselho do PRA.

## Resultados eleitorais

### Eleições legislativas
| Data | CI. | Votos   | %            | +/-  | Deputados | +/- | Status  |
| ---- | --- | ------- | ------------ | ---- | --------- | --- | ------- |
| 1995 | 1.º | 329 000 | 43,9 / 100,0 |      | 88 / 190  |     | Governo |
| 1999 | 1.º | 448 133 | 41,3 / 100,0 | 2,6  | 62 / 131  | 26  | Governo |
| 2003 | 1.º | 278 712 | 23,7 / 100,0 | 17,6 | 33 / 131  | 29  | Governo |
| 2007 | 1.º | 458 258 | 33,9 / 100,0 | 10,2 | 64 / 131  | 31  | Governo |
| 2012 | 1.º | 664 440 | 44,0 / 100,0 | 10,1 | 69 / 131  | 5   | Governo |
| 2017 | 1.º | 771 247 | 49,2 / 100,0 | 5,2  | 58 / 105  | 11  | Governo |